# The Pressure
The Pressure è il primo singolo promozionale estratto dall'album dei The Cranberries In the End e pubblicato il 1º marzo 2019.

## Descrizione
Il brano è stato scritto dai membri del gruppo Dolores O'Riordan e Noel Hogan e prodotto da Stephen Street.

## Tracce
1. The Pressure – 3:21